# Jeżyki
Jeżyki (do 1945 niem. Giesenaue) – wieś w Polsce, położona w województwie lubuskim, w powiecie gorzowskim, w gminie Bogdaniec. Według danych z 2012 r. liczyła 178 mieszkańców. Miejscowość została założona w 1773 r. w ramach kolonizacji fryderycjańskiej – zagospodarowania tzw. łęgów warciańskich. Od 1945 r. leży w granicach Polski.
W latach 1975–1998 miejscowość należała administracyjnie do województwa gorzowskiego.

## Położenie
Zgodnie z podziałem fizycznogeograficznym Polski według Kondrackiego teren, na którym położone są Jeżyki należy do prowincji Niziny Środkowoeuropejskiej, podprowincji Pojezierza Południowobałtyckiego, makroregionu Pradolina Toruńsko-Eberswaldzka oraz w końcowej klasyfikacji do mezoregionu Kotlina Gorzowska.
Miejscowość leży 7 km na południowy zachód od Gorzowa Wielkopolskiego.

## Demografia
Ludność w ostatnich 3 stuleciach:

## Historia
- 1773 – urząd kamery w Gorzowie (Landsberg) tworzy zakład-folwark (niem. Enterprise) Giesenaue, osadzając 15 kolonistów na Błotach Wieprzyckich i budując dla nich 9 dwurodzinnych domków; każdy kolonista został uposażony 12 morgami ziemi[12][13]
- 1778 – Giesenaue zostaje podzielone na Gross Giesenaue i Klein Giesenaue[14]
- 1801 – majątek czynszowy i kolonia liczą 241 mieszkańców i 33 domów; jest tu 22 gospodarstw kolonistów i 13 komorników (chłopów bezrolnych)[4]
- 1823 – na obrzeżach miejscowości przy grobli, zbudowano jednonawowy kościół o konstrukcji szachulcowej z ceglanym, otynkowanym wypełnieniem, bez wieży, nakryty wysokim dachem czterospadowym[13]
- 1852 – Gros-Giesenaue liczy 242 mieszkańców, Klein-Giesenaue 141 mieszkańców[5]
- 1871 – Gros-Giesenaue liczy 219 mieszkańców i 44 domy, kolonia Klein-Giesenaue 212 mieszkańców i 29 domów[6]
- 1895 – Gros-Giesenaue liczy 190 mieszkańców, Klein-Giesenaue 100 mieszkańców[10][11]
- 1910 – Gros-Giesenaue liczy 140 mieszkańców, Klein-Giesenaue 57 mieszkańców[10][11]
- 1929 – scalenie Gross Giesenaue i Klein Giesenaue w jedną miejscowość – gminę wiejską

## Nazwa
Giesenaue 1773; Gross, Klein Giesenaue 1788-1929; Giesen 1944; Jeżyki 1948.
Niemiecka nazwa pochodzi od nazwiska pruskiego radcy wojennego, generała Giessen, prowadzącego prace przy obwałowaniu Warty, + -au (< -aue). Człony odróżniające to gross „wielki” i klein „mały”.

## Administracja
Miejscowość jest siedzibą sołectwa Jeżyki.

## Edukacja i nauka
Dzieci uczęszczają do szkoły podstawowej w Lubczynie, zaś młodzież do gimnazjum w Bogdańcu.

## Religia
Miejscowość przynależy do parafii rzymskokatolickiej pw. Trójcy Świętej w Gorzowie. We wsi nie ma kościoła.

## Sport i rekreacja
Siedzibę miał tu piłkarski Klub Sportowy „Warta” Jeżyki, założony w 2003 roku.